# (5286) Haruomukai
(5286) Haruomukai es un asteroide perteneciente al cinturón de asteroides, descubierto el 4 de noviembre de 1989 por Masaru Mukai y el también astrónomo Masanori Takeishi desde la Estación Kagoshima, Japón.

## Designación y nombre
Designado provisionalmente como 1989 VT1. Fue nombrado Haruomukai en homenaje a Haruo Mukai (1949-1986), hermano menor de uno de los descubridores.

## Características orbitales
Haruomukai está situado a una distancia media del Sol de 2,916 ua, pudiendo alejarse hasta 2,973 ua y acercarse hasta 2,859 ua. Su excentricidad es 0,019 y la inclinación orbital 2,950 grados. Emplea 1819,09 días en completar una órbita alrededor del Sol.

## Características físicas
La magnitud absoluta de Haruomukai es 12,5. Tiene 9,139 km de diámetro y su albedo se estima en 0,254.